# Amboró nationalpark
Amboró nationalpark är en nationalpark i Bolivia.   Den ligger i departementet Santa Cruz, i den centrala delen av landet, 190 kilometer nordost om huvudstaden Sucre. Amboró National Park ligger 1 549 meter över havet.
I omgivningarna runt Amboró nationalpark växer i huvudsak städsegrön lövskog.